# Luis Cequeira
Luis Cequeira, né le 4 février 1985 à Resistencia, dans la province du Chaco, en Argentine, est un joueur argentin de basket-ball, évoluant au poste de meneur.